# Рок-музика в Україні
Рок-музика в Україні (Українська рок-музика, Український рок)  сформувалася в кінці 1960-х років на хвилі відлиги у суспільному житті і була початково представлена творчістю аматорських біґ-бітових та ритм-н-блюзових команд. Нині український рок перебуває у стані росту на рівні зі світовими тенденціями.

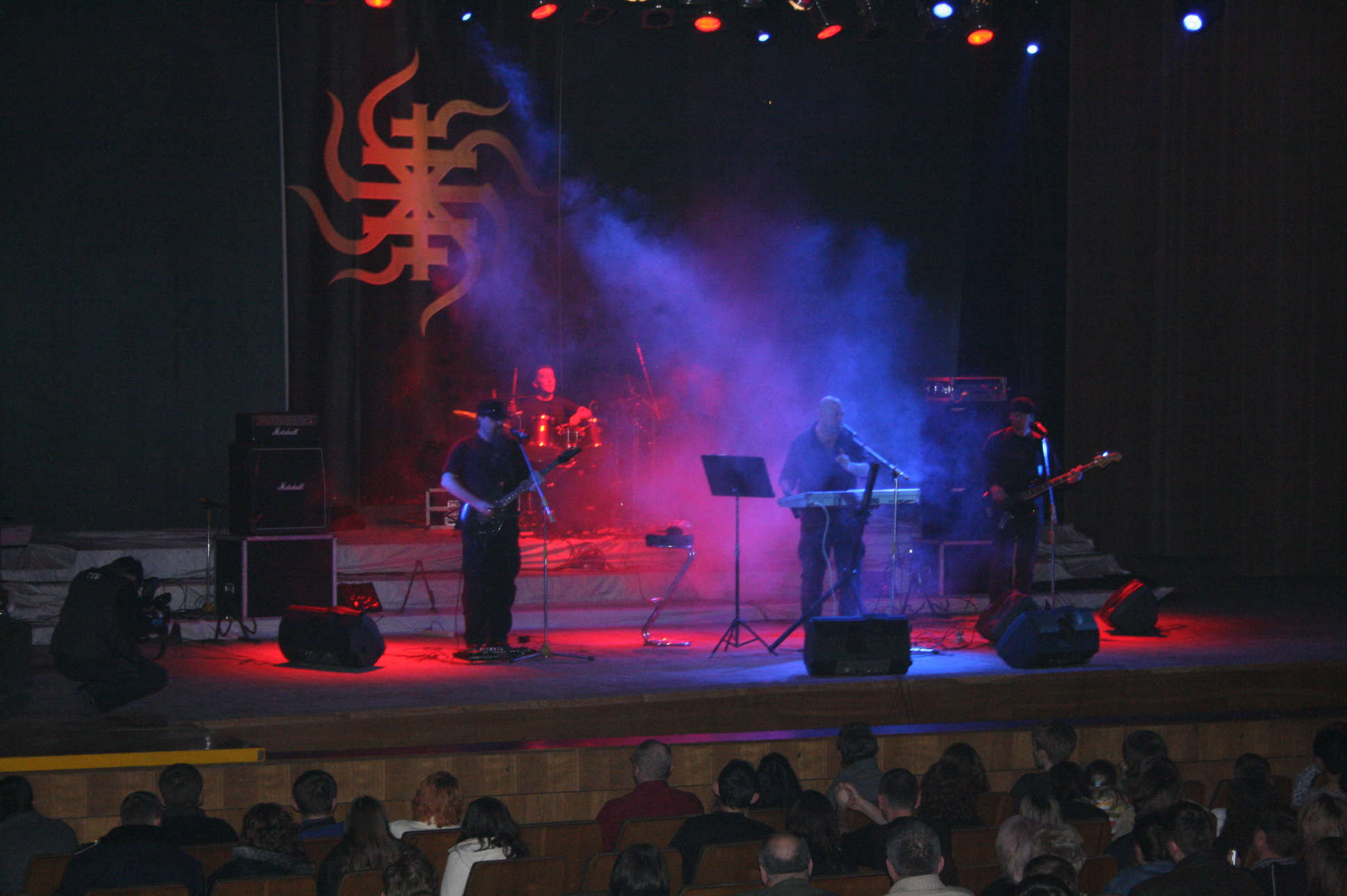
«Кому Вниз», Тернопіль (2007)

## 1960—1970-ті роки
Період хрущовської відлиги другої половини 1960-х ознаменувався швидким зростанням молодіжного звільного руху і, зокрема, інтересу до західної рок-музики, яка за часів холодної війни сприймалася як ідеологічна диверсія. В Україні завоювали популярність такі гурти як «Березень», «The Once», «Друге дихання» та інші. Перший вітчизняний тематичний журнал «Біт-Ехо» заснував очільник харківського рок руху Сергій Коротков.
На початку 1970-х років їх або загнали в підпілля, як наприклад, гурти «Еней» або «Гуцули», — або перетворили на професійні ВІА як-от: «Арніка», «Ореол». Після подавлення Празької весни радянськими військами, суспільне життя в СРСР зазнає істотних змін у бік посилення ідеологічного тиску та боротьби з інакомисленням. В цей час за репертуар вокально-інструментальних ансамблів знаходився під наглядом художніх рад, що встановлювали доволі жорстку цензуру. Рок-музика в цей час звучить переважно у підпіллі, хоча окремі музиканти знайшли себе у таких напрямках як джаз-рок і артрок або суто інструментальній рок-музиці. 
У Львові найбільшої популярності у другій половині 1970-их сягнули Супер Вуйки, які виступали в андеґраунді.  
Друга хвиля українського року (кінець 1970-х—початок 1980-х) частково виїхала до РРФСР: «Діалог», «Крок», «Друга половина», «Інтерв'ю», «Зимовий сад», «Галактика», «Лабіринт».
Яскравий слід лишили по собі гурти «Крок», «Репортаж», «Ореол», «Кредо», «Кросворд» та інші.

## 1980—1990-ті роки

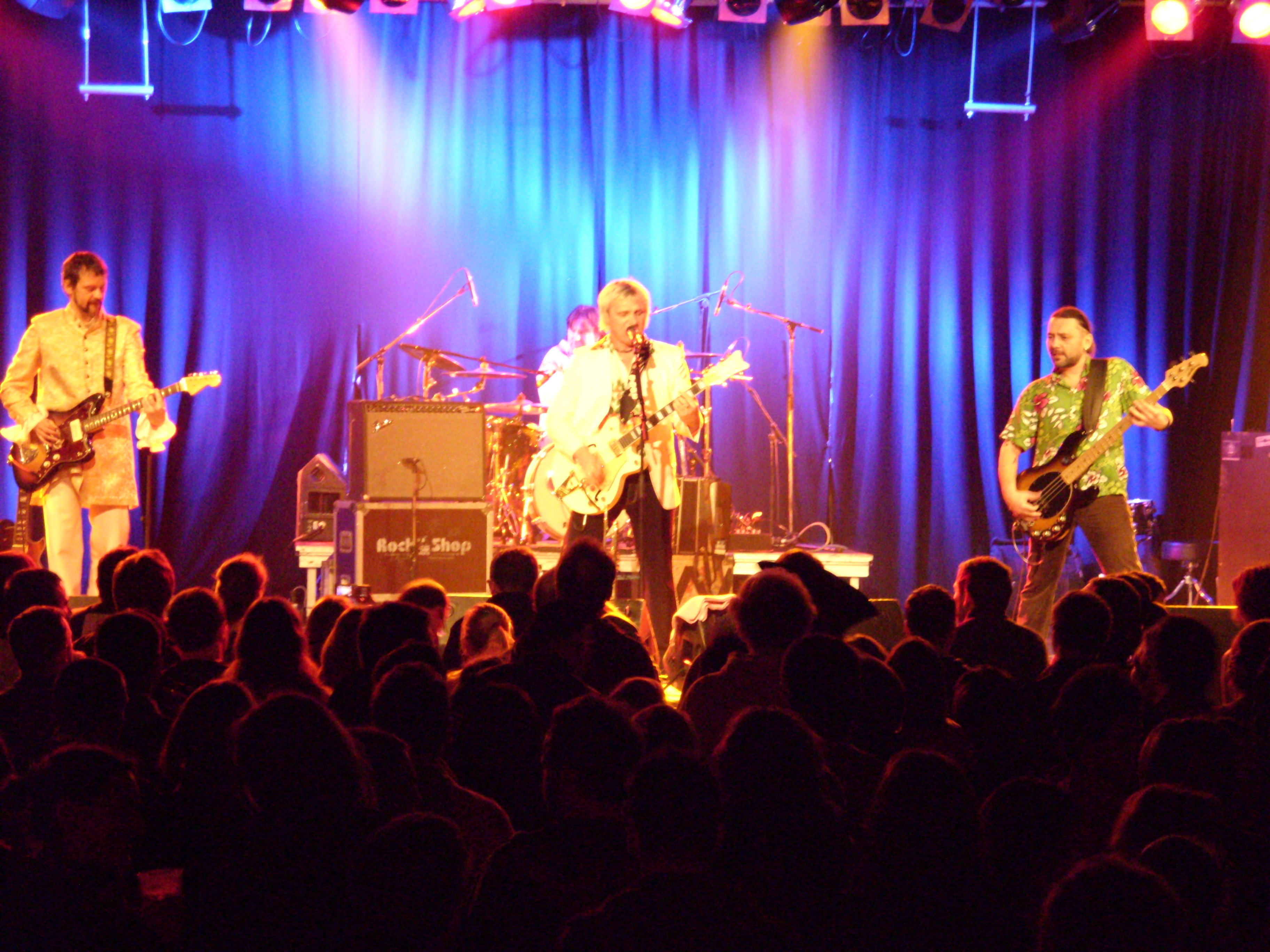
«Воплі Відоплясова» Мюнхен (2010)

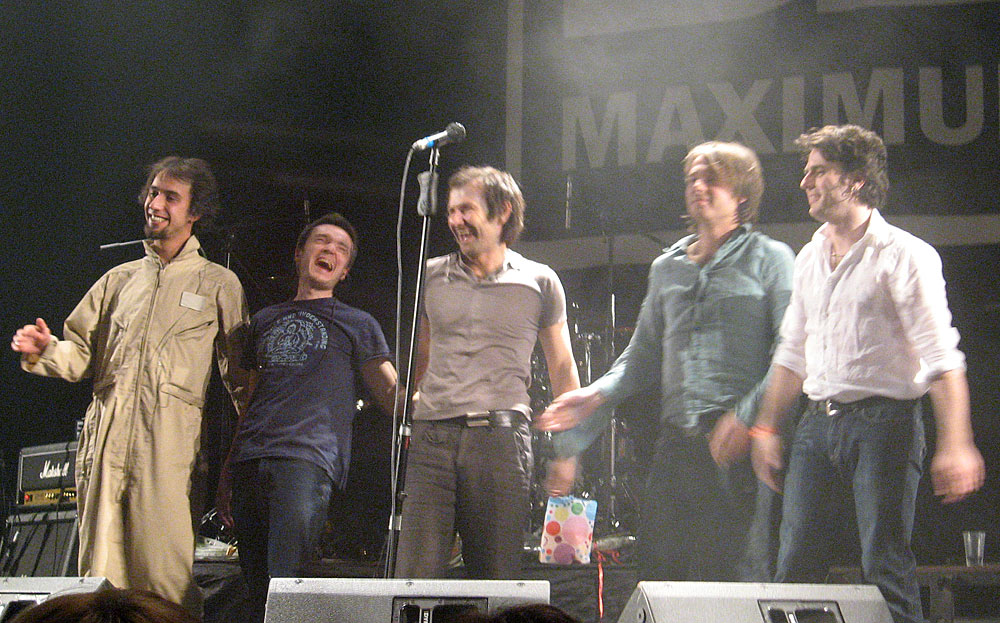
«Океан Ельзи»

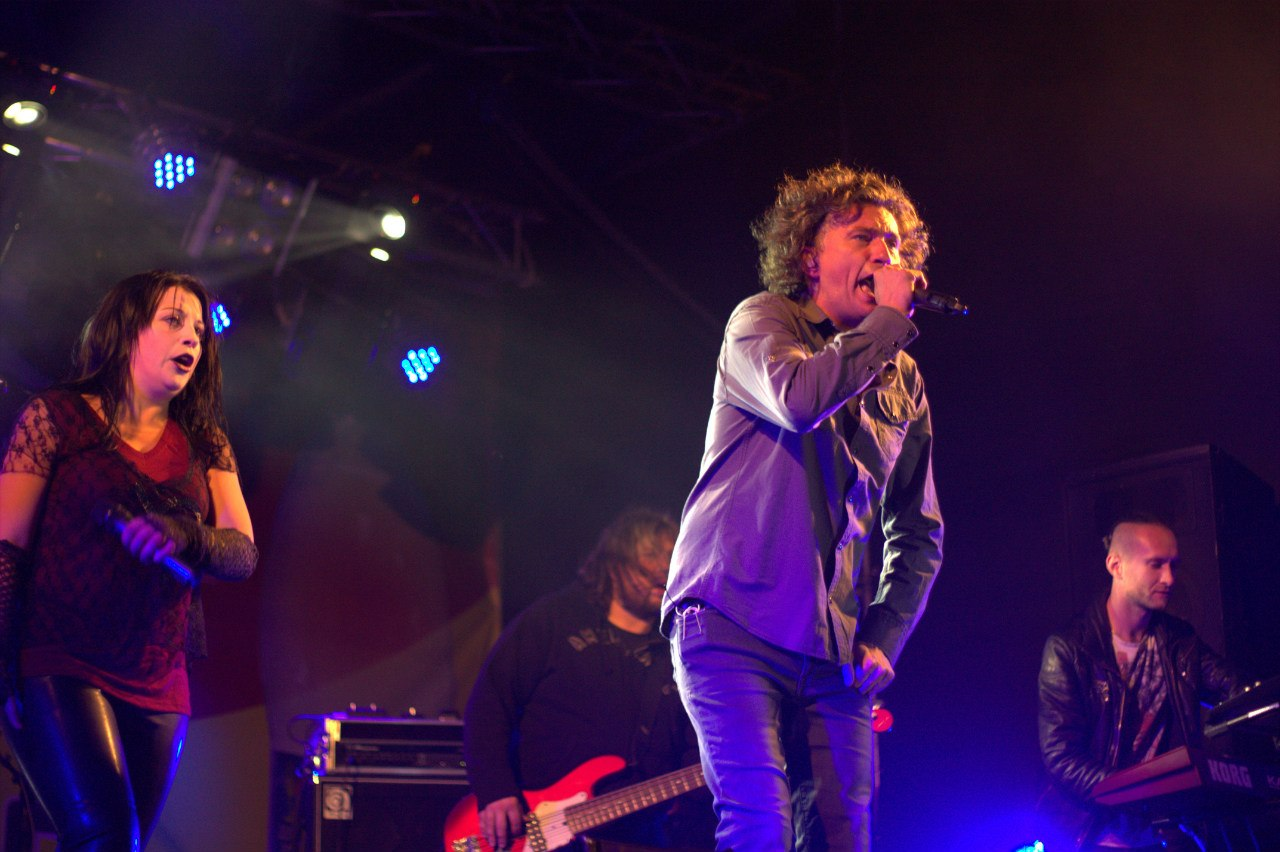
«Скрябін», концерт у Мелітополі (2014)

Розквіт рок-музики в середини 1980-х був інспірований початком горбачовської перебудови з її доктринами «гласності» і «прискорення». В той же час набули поширення магнітофони, що давали можливість меломанам самостійно тиражувати і поширювати аудіозаписи на касетах.
У багатьох містах України виникають рок-клуби (Львівський, Одеський, Харківський), які з деякими перервами та змінами збереглися й понині. Це, на відміну від концертно/розважальних закладів, переважно «неформальні» об'єднання взаємної допомоги музикантів та фанатів: майданчики для дискусії та обміну досвідом, організації концертів та репетицій.
Кілька рок-гуртів сформувалися у 1980-ті в київському рок-клубі «Кузня». У напрямку «важкого року» творили такі гурти як «Едем», «Перрон», «Квартира № 50», «Кому Вниз», «Титанік», лідерами «альтернативного крила» були «Колезький Асесор», «Воплі Відоплясова» Та «Раббота Хо».
Наприкінці 1980-х років з'являється нова формація музикантів, чітко орієнтованих на ідеї національного відродження України. Їхню появу стимулював потужний фестивальний рух «Червона рута», який зібрав під свої знамена національно свідому творчу інтелігенцію. Найяскравішою подією була «Червона рута» в Чернівцях 1989 р., де яскраво себе проявили «Брати Гадюкіни», «Віка Врадій» (сестричка Віка), «Зимовий сад», «Кому вниз», «Воплі Відоплясова». На хвилі відродження у Львові, Тернополі, Івано-Франківську, Києві та інших містах з'явився ряд самобутніх груп, що орієнтувались на західні стандарти. Одних із таких гуртів зі Львова був «Опальний Принц».
У той же час на відміну від поп-музики, розвиткові рок-музики в Україні суттєво бракує музичної індустрії і шоу-бізнесової інфраструктури, що з одного боку уповільнює її розвиток, а з іншого дозволяє розглядати рок-музику, як «чисте мистецтво».

## 2000-ні роки

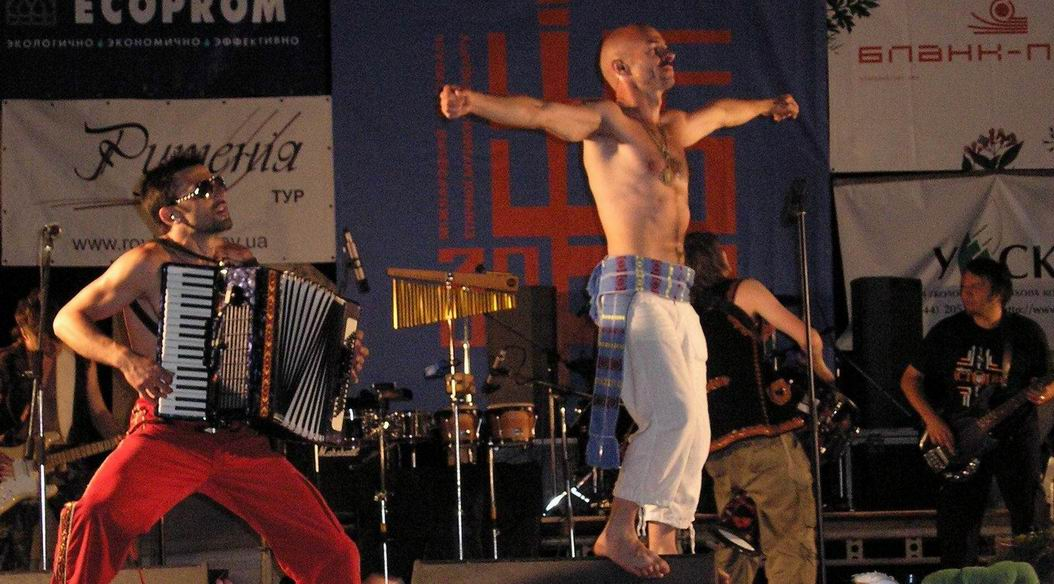
«Гайдамаки» на фестивалі «Шешори» в 2005 р.

У 2000-х роках шоу-бізнес (зокрема музичні телепрограми та видання музики й кліпів) нарешті подолав частково негативні тенденції «піратства» та «попси» і розшарувався на спеціалізовані, утім професійні галузі. Найбільшим поштовхом для підвищення впливу власної сцени можна вважати Помаранчеву революцію 2004, коли політики почали масово залучати музичну агітацію для підтримки інтересу виборців. Комбінація ідеології та фінансування з усіх боків політичного спектру дозволили багатьом гуртам вийти з «андеграунду», як-от «Крихітці Цахес», тощо.
Разом з тим піднеслася й частково аполітична, «неформатна» альтернатива, наприклад «ТОЛ», «Skinhate» й т.п. Деякі гурти свій вихід з підпілля відзначили зміною формату, не обов'язково на «попсовіший» (як у «Другої ріки»), професіоналізувалися, наприклад, «Mad Heads», які «подорослішали» до ска-панк/фолку. З'явились такі патріотичні гурти, як "Чиста Криниця" (Харків). Політичні ігрища також коштували необачним командам значних втрат слухачів, зокрема «Скрябін» та «Грін грей» зганьбилися перед політизованою молоддю, «Океан Ельзи» фактично розкололися через внутрішні непорозуміння. Перші та останні також відзначилися відокремленням сайд-проектів, відповідно «Dazzle Dreams» та «Esthetic Education». До речі, збільшився розрив із «русскім» роком, та спостерігається наближення до світових течій, про що свідчать, зокрема, успіхи українців на «Всесвітній битві гуртів» у Лондоні. Натомість погіршились стосунки з офіційною Росією, завдяки патріотичній орієнтації деяких впливових гуртів.
Другим за впливовістю чинником можна назвати закон про квоту для національної продукції на ТБ та радіо, що спочатку змусило збільшити кількість ротацій бодай «старих», але власних записів, а згодом й «форматних» нових композицій. Забуяли українські поп-рок та інді. Вихід на ринок супутникових каналів українських версій MTV та А-one несподівано надали сильнішу підтримку рок-сцені, ніж якісній вітчизняній «попсі».
Радіо Рокс поширило мовлення на регіони, разом з декількома іншими українськими радіостанціями подібного формату.

## 2010-ті роки
Концерти «стадіонних» масштабів набули комерційних та фестивальних чинників. В Україні проводилися ряд фестивалів. Зокрема — «Бандерштат», «Тарас Бульба», «Файне місто», «Рок-екзистенція», «Рок Січ», «Чайка», «Мазепа-фест», «Славське Рок». Рок-музика звучить також на молодіжних фестивалях «Нівроку», «Фортеця», «Гніздо», фольк-рок на фестивалях «Шешори», «Країна мрій». А також, андеграундний рок-фестиваль "Сварогова Кузня" (Харків).

## Поза Україною
Крім естради в Україні, в 1960 році, в Канаді, діяли гурти, відомі як "канадські українці". 
Добре відомими були D-Drifters-5, Rushnychok та Burya. У той час, коли українська музики була майже не чутна, "канадські українці" справили значний вплив на українську музику загалом і рок-музику зокрема.
Пісні українською в різноманітних піджанрах року виконують також виконавці у різних країнах. Серед них:
- The Ukes, The Ukrainians (Лідс, Англія) — фольк-рок, пост-панк
- Klooch (Торонто, Канада) — панк-рок
- Enej, Berkut (Ольштин, Польща) — ска, фольк-рок
- Сонце-Хмари, Svoboda  (Санкт-Петербург, Росія) — рок